# Shangguanxiang (ort i Kina, Hunan Sheng, lat 25,49, long 111,63)
Shangguanxiang (kinesiska: 上关乡) är en ort i Kina. Den ligger i provinsen Hunan, i den södra delen av landet, omkring 330 kilometer sydväst om provinshuvudstaden Changsha. Antalet invånare är 22 849. Befolkningen består av 10 555 kvinnor och 12 294 män. Barn under 15 år utgör 22,0 %, vuxna 15-64 år 69 %, och äldre över 65 år 8,0 %.
Runt Shangguanxiang är det tätbefolkat, med 257 invånare per kvadratkilometer. Närmaste större samhälle är Daojiang, 7,2 km nordväst om Shangguanxiang. Trakten runt Shangguanxiang består till största delen av jordbruksmark.
Genomsnittlig årsnederbörd är 2 044 millimeter. Den regnigaste månaden är maj, med i genomsnitt 302 mm nederbörd, och den torraste är oktober, med 49 mm nederbörd.